# Domenico Bandini
Domenico Bandini (Arezzo, 1335 – Arezzo, estate 1413) è stato un notaio e letterato italiano, vicino al movimento umanista.

## Biografia
Figlio di Bandino, mercante e professore di arti liberali nella natìa Arezzo, e di Nuta Bianchi, Domenico fu l'unico membro della sua famiglia a sopravvivere dopo la devastante epidemia di peste del 1348. Notaio, divenne poi insegnante a partire dal 1364 anche se le prime notizie certe le si hanno dal 1374 quando, per fuggire all'ennesima epidemia di peste, trovò rifugio a Bologna. Ritornato in Toscana, dal 1376 al 1399 fu insegnante di grammatica allo Studium di Firenze, periodo durante il quale ottenne la cittadinanza fiorentina. Nel 1399 ritornò ad insegnare ad Arezzo, per poi spostarsi prima a Città di Castello ed infine a Bologna. Rientrato nella città natale, morì nel 1413. Si sposò due volte: la prima con Maddalena di Goro e poi con Gatoccia/Caterina de Visconti d'Arezzo, da cui ebbe Giovanni, medico, e Lorenzo, auditor causarum.
La figura di Domenico Bandini dev'essere inquadrata nel nascente umanesimo: ammiratore di Petrarca e di Boccaccio, divenne amico del cancelliere di Firenze Coluccio Salutati. Come umanista curò i commenti delle opere di Valerio Massimo, di Lucano e lesse la Rhetorica ad Herennium oltre alle tragedie senecane, anche se la sua opera maggiore fu il Fons memorabilium Universi, un'enciclopedia del sapere universale iniziata nel 1374 e che fu presentato postumo dal figlio Lorenzo a papa Martino V.